# Glomerida
Ordre
Les Glomerida sont un ordre de myriapodes (mille-pattes) diplopodes.

## Liste des familles
Selon Fauna Europaea (28 mai 2016) :
- Doderiidae
- Glomeridae Leach, 1815
- Glomeridellidae
- Protoglomeridae